# Bob May
Bob May (ur. 4 września 1939 r. w Nowym Jorku, zm. 18 stycznia 2009 r. w Lancaster (Kalifornia)) – amerykański aktor.

## Wybrana filmografia
- 2004: Surge of Power
- 1980: Hardly Working jako klown

we własnej osobie:
- 1998: Lost in Space Forever
- 1995: The Fantasy Worlds of Irwin Allen

## Seriale
- 1966-1967: The Time Tunnel jako Adolf Hitler